# Кой (тиран Митилены)
Кой, Коес (др.-греч. Κώης) — тиран Митилены в конце VI века до н. э.

## Биография
Кой, сын Ерксандра, был родом с Лесбоса. В отличие от греческих городов на материке, островные общины в конце VI века до н. э. не находились под управлением ставленников персов. Кой занимал должность стратега отряда митиленцев во время предпринятого царём Дарием I в 513 году до н. э. похода против скифов. Как отметил Г. Берве, очевидно, Кой был избран на этот пост. Он дал совет Дарию не разрушать сооружённый через Дунай мост после переправы персидской армии на скифский берег (как изначально планировал Дарий), чтобы не лишиться возможности возвращения в случае неудачи, а также рекомендовал оставить у моста надёжную охрану. После возвращения Дарий в награду сделал Койя правителем Митилены, при этом, возможно, с правом не выплачивать дань. По замечанию Г. Берве, Кой оказал помощь Отане кораблями при покорении около 511 года до н. э. Лемноса и Имброса.
В 499 году до н. э., когда началось Ионийское восстание, как и многие другие тираны, Кой во время возвращения из наксоской экспедиции был схвачен в Миунте и выдан своим согражданам. Многим тиранам разрешили удалиться в изгнание. Но Кой был забит камнями, что свидетельствует об «особой ненависти» к нему со стороны митиленцев. О возобновлении тирании в Митилене после её захвата персами исторические источники не сообщают.